# Nowe Pieścirogi
Nowe Pieścirogi (prononciation : [ˈnɔvɛ pjɛɕt͡ɕiˈrɔɡi]) est un village polonais de la gmina de Nasielsk dans le powiat de Nowy Dwór Mazowiecki de la voïvodie de Mazovie dans le centre-est de la Pologne.
Il se situe à environ 6 kilomètres au sud-ouest de Nasielsk (siège de la gmina), 16 km au nord de Nowy Dwór Mazowiecki (siège du powiat) et à 43 km au nord-ouest de Varsovie (capitale de la Pologne).
Le village compte approximativement une population de 1 196 habitants en 2009.

## Histoire
De 1975 à 1998, le village appartenait administrativement à la voïvodie de Ciechanów.